# Ala Younis
Ala Younis (arabisch آلاء يونس, DMG Ālāʾ Yūnus; geboren 1974 in Kuwait) ist eine kuwaitische Künstlerin, Filmemacherin, Kuratorin und Sektionsleiterin bei den Internationalen Filmfestspielen Berlin. Sie lebt und arbeitet in Amman.

## Künstlerischer Schwerpunkt
Als Künstlerin legt Younis ihren Schwerpunkt auf filmische und publizistische Projekte. Sie benutzt Druckerzeugnisse, Filme und Gegenstände als Material. Auf dieser Basis stellt sie Momente dar, in denen historisch-politische Ereignisse mit persönlichen zusammenfallen. Häufig stützt sie sich zwar auf Archivmaterial, zeigt aber auf, wie sehr Leerstellen und Fehler in den Archivbeständen zu Unrecht das Bild von der vermeintlichen historischen Wirklichkeit prägen.

## Beruflicher Werdegang
Ala Younis schloss 1997 ihr Architekturstudium an der University of Jordan mit einem Bachelor of Science ab und erwarb an der Goldsmiths, University of London einen Master of Research in Visual Cultures. Sie lebt und arbeitet in Amman.

### Filmische und publizistische Projekte
Seit 2012 hat Ala Younis in Zusammenarbeit mit dem Arsenal – Institut für Film und Videokunst zu Filmarchiven und -sammlungen in Berlin und anderen Orten, wie etwa Kairo, Amman und Dresden, geforscht und publiziert. Sie hat an Projekten und Symposien zu Filmarchiven in Guinea-Bissau, Algiers, Beirut und Baghdad teilgenommen.
Zu ihren Projekten gehört eine ausführliche Recherche zur Geschichte einer Sammlung sowjetischer Filme, die zwei Jahrzehnte nach dem Ende der UdSSR in Jordanien auftauchte.

### Kuratorische Projekte
Im Jahr 2013 kuratierte sie den ersten kuwaitischen Pavillon im Rahmen der Biennale von Venedig.
Zudem kuratierte Younis 2021 die Ausstellung für das Festival Archival Assembly #1.
Younis gehört dem künstlerischen Leitungsteam der Singapore Biennale 2022 an.

### Sektionsleitung bei den Internationalen Filmfestspielen Berlin
Von 2013 bis 2021 war sie Beiratsmitglied des Forum Expanded der Internationalen Filmfestspiele Berlin, seit Herbst 2021 leitet sie gemeinsam mit Ulrich Ziemons diese Sektion. In den Jahren 2014 und 2015 war sie außerdem Mitglied der Jury des Forum Expanded Think:Film Award.

## Ausstellungen (Auswahl)

Darat Al Funun, Amman

### Einzelausstellungen
- 2009 Einzelausstellung in Darat al Funun, Amman
- 2010 Einzelausstellung in der Delfina Foundation, London
- 2017/2018: A second original after several conversions, MMAG Foundation, Amman
- 2018: Plan for Feminist Greater Baghdad, Delfina Foundation, London und Project Space Art Jameel, Dubai
- 2018/2019: Steps Toward the Impossible, Sharjah Art Foundation

### Gruppenausstellungen
- 2005: Art in Contemporary Islamic World, 3rd Biennale of Art
- 2006: 12th Asian Art Biennale, Shilpakala Academy, Dhaka
- 2008: The Third International Biennale for the Artist’s Book 2008, Bibliotheca Alexandrina, Alexandria
- 2009: PhotoCairo 4: The Long Shortcut, Museet for Fotokunst, Odense
- 2011: Untitled (12th Istanbul Bienniale), Istanbul
- 2012: Tea with Nefertiti, Mathaf (Arabisches Museum für moderne Kunst), Doha[9]
- 2013: Le Théorème de Néfertiti, Institut du Monde Arabe, Paris
- 2014: Multitude, Sesc Pompeia, Sao Paulo - Tea with Nefertiti, Staatliches Museum Ägyptischer Kunst, Munich
- 2015: All the World’s Futures, 56th International Art Exhibition - La Biennale di Venezia, Venedig
- 2015: Fire and Forget. On Violence, KW Institute for Contemporary Art, Berlin
- 2016: Under Arms: Fire & Forget 2, Museum Angewandte Kunst, Frankfurt
- 2017: Tell It to the Stones. The Work of Danièle Huillet and Jean-Marie Straub, Akademie der Künste, Berlin
- 2018: A Mechanism Capable of Changing Itself, Forum Expanded der Internationalen Filmfestspiele Berlin, Akademie der Künste, Berlin
- 2019: History Is Not Here: Art and the Arab Imaginary, Minnesota Museum of American Art
- 2021: What Makes Another World Possible?, Tallinn Art Hall, Tallinn
- 2022: Lumbung of Publishers, Documenta fifteen, Kassel

## Mitgliedschaften (Auswahl)
- Akademie der Künste der Welt, Köln
- Mitgründerin von Kayfa ta, einer unabhängigen Publikationsplattform

## Auszeichnungen
- Bellagio Creative Arts Fellowship[3]
- 2005: Preis des Cairo Youth Salon[3]
- 2005: Preis der Jordanian Artists Association[3]

## Veröffentlichungen (Auswahl)
- Tarek  Abou El Fetouh, Ala Younis (Hrsg.): EXPO 2020 Dubai. On the Book of Sceneries. Hatje Cantz Verlag GmbH, ISBN 978-3-7757-5048-6